# Louis-Étienne Héricart de Thury
Louis-Étienne François Héricart-Ferrand de Thury (Parigi, giugno 1776 – Roma, 15 gennaio 1854) è stato un politico e scienziato francese.

## Biografia
Di nobile famiglia, fu dotato in materie scientifiche ed entrò all'École des mines di Parigi il 13 aprile 1795. Le sue prime funzioni lo portarono a viaggiare più volte intorno al 1804-1805 nel sud della Francia. Ingegnere minerario, Héricart de Thury è autore di oltre 350 articoli e membro di una dozzina di società dotte. Proprietario di un dominio di grande ricchezza arborea e orticola, è uno dei principali co-fondatori della Società Nazionale di Orticoltura di Francia (Société nationale d'horticulture de France). Morì nel 1854, a Roma. Riposa nella chiesa di San Luigi dei Francesi.

## Onorificenze
- Ufficiale della Legion d'Onore (1816)